# Raxaul
Raxaul Bazar é uma cidade e um município no distrito de Purbi Champaran, no estado indiano de Bihar.

## Demografia
Segundo o censo de 2001, Raxaul Bazar tinha uma população de 41.347 habitantes. Os indivíduos do sexo masculino constituem 54% da população e os do sexo feminino 46%. Raxaul Bazar tem uma taxa de literacia de 58%, inferior à média nacional de 59,5%: a literacia no sexo masculino é de 66% e no sexo feminino é de 48%. Em Raxaul Bazar, 18% da população está abaixo dos 6 anos de idade.